# Listă de insule din Estonia
Această listă cuprinde toate insulele ce aparțin Estoniei. Ele sunt în număr de 1521.

## A
Abruka - Adralaid - Aegna (Wulf) - Ahelaid - Aherahu (Atla) - Aherahu - Ahessäär - Ahtra - Aksi - Allirahu (Kõiguste) - Allirahu (Pihtla) (Väike-Prangli) - Allirahu - Allu - Alumine Vaika - Anekäbrud – Ankrurahu - Annilaid (Anõlaid) - Antsulaiud – Anulaid

## E
Eerikukivi - Eerikulaid - Elmrahu - Esirahu

## G
Gretagrund

## H
Hanemaa - Hanerahu - Hanikatsi laid - Hara - Harilaid, off Vormsi - Harilaid, off Saaremaa - Härjakare - Härjamaa - Heinlaid (Kõiguste laht) - Heinlaid (Väinameri) - Hellamaa rahu - Hiiumaa (Dagö) - Hobulaid - Hõralaid - Hülgelaid – Hülgerahu

## I
Imutilaid - Innarahu

## J
Juksirahu

## K
Kadakalaid - Kaevatsi laid - Kahtla laid - Kajakarahu - Käkimaa - Käkirahu - Kakralaid - Kakrarahu - Karirahu - Kassari - Kasselaid - Keri (Kokskär) - Keskmine Vaika - Kesselaid - Insula Kihnu (Kynö) - Kitselaid — Koerakuiv - Kõinastu — Koipsi - Kõrgelaid - Kõrksaar - Kõverlaid – Kreenholm - Kriimi laid - Kräsuli -  Kuivarahu - Külalaid - Kullilaid - Kullipank - Kumari - Kungli - Kunnati laid - Kuradisäär - Kurgurahu

## L
Laasirahu - Laidu – Läkumätas – Langekare - Leemetikare - Liia - Liisi - Liivakari - Linnusitamaa - Loonalaid - Luigerahu

## M
Maakrirahu - Manilaid - Mardirahu - Maturahu – Mihklirahu – Mohni - Mondelaid - Muhu (Moon) - Munaderahu - Munasaar - Mustarahu - Mustpank - Mustpank (Vaika)

## N
Nabralaid – Naissaar (Nargö) - Naistekivi maa - Ninalaid - Noogimaa – Nootamaa– Nosurahu

## O
Öakse - Oitma – Ojurahu – Orikalaid - Osmussaar (Odensholm)

## P
Paelaid - Pakri (Rågöarna) - Pakulaid - Papilaid - Papirahu - Pasilaid - Pedassaar - Pihanasu – Pihlakare - Pihlalaid - Piirissaar - Pikknasv - Piskumadal – Põdvalaid - Põiksäär — Prangli (Vrangö) – Pühadekare - Puhtulaid - Puningalaid

## R
Rammu - Rannasitik – Riinurahu –  Ristlaid - Rohurahu - Rohusi saar - Rooglaid - Ruhnu (Runö) - Rukkirahu – Rusulaid

## S
Saare ots - Saaremaa (Ösel) - Saarnaki laid - Salava - Sangelaid - Seasaar - Selglaid - Sepasitik – Sillalaid - Sipelgarahu - Sitakare - Sokulaid - Sõmeri — Sorgu - Suuregi laid – Suurepoldi – Suurlaid - Suur-Pakri (Västerö) - Suurrahu

## T
Taguküla laid - Täkulaid – Täkunasv - Tarja - Tauksi - Telve - Tiirloo - Tondirahu - Tondisaar

## U
Udrikulaid – Uhtju saar — Uhtju saared - Ülemine Vaika island - Umalakotid - Umblu - Urverahu — Uus-Nootamaa

## V
Vahase - Vahelmisrahu – Vaika saared - Väike-Tulpe - Väike-Pakri (Österö) - Vaindloo - Valgerahu - Vareslaid (Käina laht) - Vareslaid (Väinameri) - Varesrahu - Vasikalaid – Vesiloo - Vesitükimaa - Viirelaid - Vilsandi - Vissulaid - Vohilaid - Võilaid - Võrgukare - Vormsi (Ormsö)